# Dwudziesty pierwszy Kneset
Dwudziesty pierwszy Kneset – dwudziesta pierwsza kadencja izraelskiego parlamentu rozpoczęła się 30 kwietnia 2019 roku. W Knesecie znaleźli się posłowie wybrani w przedterminowych wyborach parlamentarnych w kwietniu 2019.
Ponieważ w wyznaczonym terminie Binjaminowi Netanjahu nie udało się sformować rządu, 29 maja Kneset przegłosował większością 74:25 samorozwiązanie. Nowe wybory parlamentarne zaplanowano na 17 września.

## Wyniki wyborów
Oficjalne wyniki wyborów:
| Partia                                                         | Głosy     | %      | Miejsca | Przywódca                             |
| -------------------------------------------------------------- | --------- | ------ | ------- | ------------------------------------- |
| Likud                                                          | 1 140 370 | 26,46% | 35      | Binjamin Netanjahu                    |
| Niebiesko-Biali (Moc Izraela, Telem i Jest Przyszłość)         | 1 125 881 | 26,13% | 35      | Beni Ganc, Mosze Ja’alon, Ja’ir Lapid |
| Szas                                                           | 258 275   | 5,99%  | 8       | Arje Deri                             |
| Zjednoczony Judaizm Tory                                       | 249 049   | 5,78%  | 8       | Ja’akow Litzman                       |
| Hadasz-Ta’al                                                   | 193 442   | 4,49%  | 6       | Ajman Auda, Ahmad at-Tajjibi          |
| Partia Pracy                                                   | 190 870   | 4,43%  | 6       | Awi Gabbaj                            |
| Nasz Dom Izrael                                                | 173 004   | 4,01%  | 5       | Awigdor Lieberman                     |
| Unia Partii Prawicowych (Żydowski Dom, Tekuma i Żydowska Siła) | 159 468   | 3,70%  | 5       | Rafi Perec, Becalel Smotricz          |
| Merec                                                          | 156 473   | 3,63%  | 4       | Tamar Zandberg                        |
| My Wszyscy                                                     | 152 756   | 3,54%  | 4       | Mosze Kachlon                         |
| Ra’am-Balad                                                    | 143 666   | 3,33%  | 4       | Mansur Abbas                          |

## Posłowie
Posłowie wybrani w wyborach:
| Partia                   | Posłowie |
| ------------------------ | --- |
| Likud                    | Binjamin Netanjahu, Juli-Jo’el Edelstein, Jisra’el Kac, Gilad Erdan, Gidon Sa’ar, Miri Regew, Jariw Lewin, Jo’aw Galant, Nir Barkat, Gila Gamli’el, Awi Dichter, Ze’ew Elkin, Chajjim Kac, Cachi Hanegbi, Ofir Akunis, Juwal Steinitz, Cippi Chotoweli, Dawid Amsalem, Amir Ochanna, Ofir Kac, Etti Chawa Atijja, Jo’aw Kisz, Dawid Bitan, Keren Barak, Szelomo Karaj, Miki Zohar, Eli Ben-Dahan, Szaren Haskel, Michal Szir Segman, Keti Szitrit, Fatin Mulla, Maj Golan, Uzzi Dajan, Ari’el Kelner, Osnat Hilla Mark                         |
| Niebiesko-Biali          | Beni Ganc, Ja’ir Lapid, Mosze Ja’alon, Gabi Aszkenazi, Awi Nissenkorn, Me’ir Kohen, Miki Chajjimowicz, Ofer Szelach, Jo’az Hendel, Orna Barbiwaj, Micha’el Biton, Jechi’el Mosze Troper, Ja’el German, Cewi Hauzer, Orit Farkasz-Hakohen, Karin Elharrar, Meraw Kohen, Jo’el Razwozow, Asaf Zamir, Jizhar Szaj, Elazar Sztern, Miki Lewi, Omer Jankelewicz, Penina Tamanu, Ghadir Marih, Ram Ben-Barak, Alon Szuster, Jo’aw Segalowicz, Ram Szefa, Bo’az Toporowski, Orli Fruman, Etan Ginzburg, Gadi Jewarkan, Idan Rol, Jora’i Lahaw-Hercano |
| Szas                     | Arje Deri, Jicchak Kohen, Meszullam Nahari, Ja’akow Margi, Jo’aw Ben Cur, Micha’el Malchieli, Mosze Arbel, Jinnon Azulaj |
| Zjednoczony Judaizm Tory | Ja’akow Litzman, Mosze Gafni, Me’ir Porusz, Uri Maklew, Ja’akow Tesler, Ja’akow Aszer, Jisra’el Eichler, Jicchak Ze’ew Pindrus |
| Hadasz-Ta’al             | Ajman Auda, Ahmad at-Tajjibi, Ajida Tuma-Sulajman, Usama Sadi, Ofer Kasif, Jusuf Dżabarin |
| Partia Pracy             | Awi Gabbaj, Tal Ruso, Icik Szmuli, Setaw Szafir, Szelli Jachimowicz, Amir Perec |
| Nasz Dom Izrael          | Awigdor Lieberman, Oded Forer, Jewgienij Sowa, Eli Awidar, Julia Malinowski |
| Unia Partii Prawicowych  | Rafi Perec, Becalel Smotricz, Moti Jogew, Ofir Sofer, Idit Silman |
| Ra’am-Balad              | Mansur Abbas, Imtanis Szihada, Abd al-Hakim Hadżdż Jahja, Hiba Jazbak |
| My Wszyscy               | Mosze Kachlon, Eli Kohen, Jifat Szasza-Bitton, Ro’i Folkman |
| Merec                    | Tamar Zandberg, Ilan Gilon, Michal Rozin, Isawi Furajdż |

### Zmiany
Zmiany w trakcie kadencji:
| Następca        | Poprzednik   | Partia       | Data            |
| --------------- | ------------ | ------------ | --------------- |
| Meraw Micha’eli | Setaw Szafir | Partia Pracy | 1 sierpnia 2019 |

## Podziały i połączenia grup parlamentarnych
- 2 czerwca Eli Ben-Dahan opuścił Likud i stworzył Achi (hebr. אח''י), a frakcja Ra’am-Balad podzielił się na dwie oddzielne grupy Ra’am i Balad[6],